# بي جي سي-1 ألفا
منشط غاما لمستقبلات البيروكسيسوم المنشط 1-ألفا ( PGC-1α ) [بي جي سي-1 ألفا ، أو بي جي سي-1أ] , هو بروتين يتم ترميزه عند البشر بواسطة الـ جين PPARGC1A . تُعرف PPARGC1A أيضًا بالمنطقة المتسارعة البشرية 20 ( HAR20 ). ولذلك ربما يكون قد لعب دورًا رئيسيًا في التمييز بين البشر والقردة.
PGC-1α هو المنظم الرئيسي للتكوين الحيوي للميتوكوندريا . بي جي سي-1 ألفا هو أيضًا المنظم الرئيسي لتكوين السكر في الكبد، مما يؤدي إلى زيادة التعبير الجيني لتكوين السكر في الدم.

## الوظيفة
بي جي سي-1 ألفا هو جين يحتوي على اثنين من المروّجين، وله 4 وصلات بديلة. PGC-1α هو منشط نسخي ينظم الجينات المشاركة في استقلاب الطاقة . وهو المنظم الرئيسي للتكوين الحيوي للميتوكوندريا . يتفاعل هذا البروتين مع المستقبل النووي PPAR-γ ، مما يسمح بتفاعل هذا البروتين مع عوامل النسخ المتعددة. يمكن لهذا البروتين التفاعل مع بروتين ربط عنصر استجابة cAMP ( CREB ) والعوامل التنفسية النووية (NRFs) وتنظيم نشاطهما.[بحاجة لمصدر]</link> . يوفر بي جي سي-1 ألفا ربطًا مباشرًا بين المحفزات الفسيولوجية الخارجية وتنظيم التكاثر الحيوي للميتوكوندريا ، وهو عامل رئيسي يعمل على استجابة الألياف العضلية البطيئة الارتعاش بدلاً من أنواع الألياف العضلية سريعة الارتعاش .
ثبت أن تمرين التحمل ينشط الجين بي جي سي-1أ في العضلات الهيكلية البشرية. يزيد بي جي سي-1أ الناتج عن التمرين في العضلات الهيكلية من الالتهام الذاتي  واستجابة البروتين الغير منطوي .

## التنظيم
يُعتقد أن بي جي سي-1 ألفا هو المتكامل الرئيسي للإشارات الخارجية. ومن المعروف أنه يتم تنشيطه من خلال مجموعة من العوامل، بما في ذلك:
1. أنواع الأكسجين التفاعلية وأنواع النيتروجين التفاعلية ، كلاهما يتشكلان داخليًا في الخلية كمنتجات ثانوية لعملية التمثيل الغذائي و يتم تنظيمهما خلال أوقات الإجهاد الخلوي.
2. يمكن أن يؤدي الصيام أيضًا إلى زيادة التعبير الجيني للجلوكونويجين، بما في ذلك PGC-1α الكبدي.[15][16]
3. يتم تحفيزه بقوة عن طريق التعرض للبرد، ويربط هذا التحفيز البيئي بالتوليد الحراري التكيفي.[17]
4. يتم تحفيزه عن طريق تمارين التحمل [18] وقد أظهرت الأبحاث الحديثة أن بي جي سي-1 ألفا يحدد استقلاب اللاكتات ، وبالتالي يمنع ارتفاع مستويات اللاكتات لدى رياضيي التحمل ويجعل اللاكتات كمصدر للطاقة أكثر كفاءة.[19]
5. البروتينات المرتبطة بعنصر استجابة cAMP ( CREB )، والمنشطة عن طريق زيادة cAMP على اثر إشارات خلوية خارجية.
6. يُعتقد أن بروتين كيناز B ( Akt ) يعمل على تقليل تنظيم بي جي سي-1 ألفا ، ولكنه يزيد من تنظيم مؤثراته النهائية، NRF1 و NRF2 . يتم تنشيط Akt نفسه بواسطة PIP3 ، وغالبًا ما يتم تنظيمه بواسطة PI3K بعد إشارات البروتين G. ومن المعروف أيضًا أن عائلة Akt تقوم بتنشيط الإشارات المؤيدة للبقاء بالإضافة إلى التنشيط الأيضي.
7. يربط SIRT1 وينشط بي جي سي-1 ألفا من خلال نزع الأستلة ، الذي يؤدي إلى تكوين السكر في الدم دون التأثير على التكاثر الحيوي للميتوكوندريا.[20]

لقد ثبت أن بي جي سي-1 ألفا (PGC-1α ) يمارس دوائر ردود فعل إيجابية على بعض منظماته الأولية:
1. يزيد بي جي سي-1 ألفا من مستويات Akt (PKB) وPhospho-Akt (مستويات Ser 473 وThr 308) في العضلات.[21]
2. يؤدي بيجي سي-1 ألفا إلى تنشيط الكالسينيورين .[22]

يعد كل من Akt وcalcineurin من منشطات NF-kappa-B (بي65). من خلال تنشيطها، يبدو أن بي جي سي-1 ألفا يقوم بتنشيط NF-kappa-B. لقد تم مؤخرًا إثبات زيادة نشاط NF-kappa-B في العضلات بعد تحفيز بي جي سي-1 ألفا. يبدو أن النتيجة مثيرة للجدل. وجدت مجموعات أخرى أن PGC-1s تمنع نشاط NF-kappa-B. تم توضيح التأثير بالنسبة لـ بي جي سي-1 ألفا وبي جي سي-1 بيتا.
ثبت أيضًا أن PGC-1α يدفع عملية التخليق الحيوي NAD إلى لعب دور كبير في حماية الكلى في إصابات الكلى الحادة .

## الأهمية السريرية
تم مؤخرًا تورط PPARGC1A كعلاج محتمل لمرض باركنسون مما يمنح تأثيرات وقائية على استقلاب الميتوكوندريا.
علاوة على ذلك، تم مؤخرًا تحديد الأشكال الإسوية isoforms لـ بي جي سي-1 ألفا الخاصة بالدماغ ، والتي من المحتمل أن تلعب دورًا في الاضطرابات التنكسية العصبية الأخرى مثل مرض هنتنغتون والتصلب الجانبي الضموري .
يبدو أن العلاج بالتدليك يزيد من كمية PGC-1α، مما يؤدي إلى إنتاج ميتوكوندريا جديدة.
علاوة على ذلك، فيعمل بي جي سي-1 ألفا و بيتا على استقطاب الخلايا البلعمية M2 المضادة للالتهابات من خلال التفاعل مع PPAR-γ  مع التنشيط الأولي لـ STAT6 . كما أكدت دراسة مستقلة تأثير PGC-1 على استقطاب الخلايا البلعمية نحو M2 عبر STAT6/PPAR gamma ، وأظهرت علاوة على ذلك أن PGC-1 يمنع إنتاج السيتوكينات المسببة للالتهابات .
تم اقتراح PGC-1α مؤخرًا ليكون مسؤولاً عن إفراز حمض β-aminoisobutyric عن طريق تمرين العضلات. يتضمن تأثير حمض β-أمينويزوبيوتيريك في الدهون البيضاء تنشيط الجينات الحرارية التي تحفز تحويل الأنسجة الدهنية البيضاء إلى اللون البني وما يترتب على ذلك من زيادة في عملية التمثيل الغذائي في الخلفية. ومن ثم، يمكن أن يعمل حمض β-أمينويزوبيوتيريك كجزيء رسول لـ بي جي سي-1 ألفا ويشرح تأثيرات زيادة بي جي سي-1 ألفا في الأنسجة الأخرى مثل الدهون البيضاء.
يعمل PGC-1α على زيادة تعبير BNP عن طريق تنشيط ERRα و/أو AP1. بعد ذلك، يحفز BNP كوكتيلًا كيميائيًا في ألياف العضلات وينشط الخلايا البلعمية بطريقة نظير الصماوي المحلية، والتي يمكن أن تساهم بعد ذلك في تعزيز إمكانات الإصلاح والتجديد للعضلات المدربة.
استخدمت معظم الدراسات التي أبلغت عن تأثيرات بي جي سي-1 ألفا على الوظائف الفسيولوجية لنماذج الفئران التي تم فيها التخلص من جين بي جي سي-1 ألفا أو التعبير عنه بشكل مفرط منذ الحمل. ومع ذلك، فقد تم التشكيك في بعض التأثيرات المقترحة لـ بي جي سي-1 ألفا من خلال الدراسات التي تستخدم تقنية الضربة القاضية المحفزة لإزالة جين بي جي سي-1 ألفا فقط في الفئران البالغة. على سبيل المثال، أظهرت دراستان مستقلتان أن تعبير البالغين لـ PGC-1α ليس مطلوبًا لتحسين وظيفة الميتوكوندريا بعد التدريب. يشير هذا إلى أن بعض التأثيرات المبلغ عنها لـ بي جي سي-1 ألفا من المحتمل أن تحدث فقط في مرحلة النمو.

## التفاعلات
لقد ثبت أن PPARGC1A يتفاعل مع:
- البروتين المرتبط بـ CREB [40]
- مستقبلات ألفا المرتبطة بالإستروجين (ERRα)، [41] مستقبلات مرتبطة بالإستروجين بيتا (ERR-β)، مستقبلات مرتبطة بالإستروجين غاما (ERR-γ).
- مستقبل فارنيسويد X [42]
- FBXW7 [43]
- MED1 ، [44] MED12 ، [44] MED14 ، [44] MED17 ، [44]
- إن آر إف 1 [45]
- غاما مستقبلات البيروكسيسوم المنشط بالتكاثر [40][44]
- مستقبلات الريتينويد X ألفا [46]
- مستقبلات هرمون الغدة الدرقية بيتا [47]

يعد ERRα وPGC-1α منشطين لكل من الجلوكوكيناز (GK) و SIRT3 ، ويرتبطان بعناصر ERRE في مروّجي GK وSIRT3.
- MB-3 (دواء)
- PPARGC1B
- منظم النسخ

## روابط خارجية
- PPARGC1A protein, human في المكتبة الوطنية الأمريكية للطب نظام فهرسة المواضيع الطبية (MeSH).

- NURSA C110
- FactorBook PGC1A
- Overview of all the structural information available in the PDB for UniProt: Q9UBK2 (Peroxisome proliferator-activated receptor gamma coactivator 1-alpha) at the PDBe-KB.

تتضمن هذه المقالة نصوصًا مترجمة من نصوص منقولة من المكتبة الوطنية الأمريكية للطب، والتي تعد ملكية عامة.

قالب:Transcription coregulators